# Quai François-Mauriac
Quai François-Mauriac (nábřeží Françoise Mauriaca) je nábřeží v Paříži. Nachází se ve 13. obvodu.

## Poloha
Nábřeží vede po levém břehu řeky Seiny. Začíná u mostu Tolbiac, kde proti proudu navazuje Quai Panhard-et-Levassor a končí na křižovatce s ulicí Rue Raymond-Aron, odkud dále pokračuje Quai de la Gare. Součástí nábřeží je přístav Port de la Gare.

## Historie
Samostatné nábřeží vzniklo až 18. srpna 1994, kdy byl tento úsek oddělen od Quai de la Gare a přejmenován na počest francouzského spisovatele a novináře Françoise Mauriaca (1885–1970), držitele Nobelovy ceny za literaturu za rok 1952.

## Nová výstavba
Nábřeží je součástí komplexní přestavby zdejší čtvrti s názvem Paris Rive Gauche. V jejím rámci vznikají na místě bývalých továren a skladů moderní stavby jako je nové sídlo Francouzské národní knihovny nebo lávka pro pěší Passerelle Simone-de-Beauvoir.